# Клей, Люсиус
Лю́сиус Дюбиньо́н Клей (англ. Lucius Dibignon Clay; 23 апреля 1897 — 16 апреля 1978) — американский четырёхзвёздный генерал, глава администрации американской зоны оккупации послевоенной Германии. Клей считается отцом берлинского воздушного моста (1948—1949).

## Ранние годы
Клей родился в городе Мариетта, штат Джорджия. Он был шестым и последним ребёнком в семье сенатора Александра Стефенса Клея (не имеет отношения к известному государственному деятелю сенатору Генри Клею).
В 1918 году Люсиус Клей окончил военную академию в Вест-Пойнте и занимал различные гражданские и военные инженерные должности в 1920-е и 1930-е годы, включая преподавание в Вест-Пойнте, управление строительством дамб и гражданских аэропортов. К 1942 году Клей стал самым молодым бригадным генералом в Армии США. Преданный своей работе Люсиус Клей зарекомендовал себя как исполнительный и предприимчивый офицер и исключительно трудолюбивый и дисциплинированный работник.

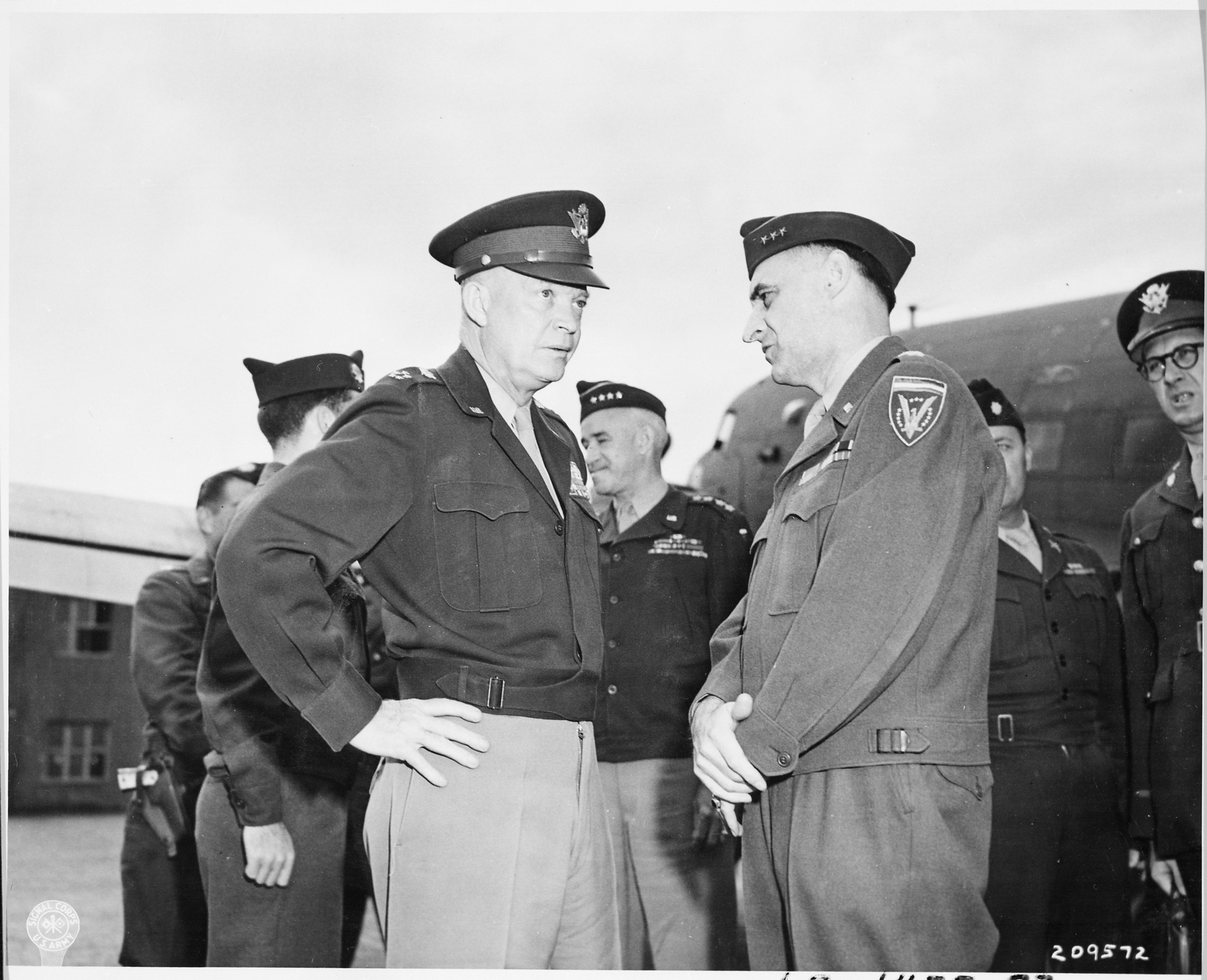
Генералы Д. Эйзенхауэр и Л. Клей на аэродроме Гатов в Берлине

## Вторая мировая война и послевоенные годы
Клей не участвовал в боевых операциях, однако получил орден «Легион Почёта» в 1942 году, медаль За Отличную Службу в 1944 г., и получил Бронзовую звезду за свои действия по стабилизации ситуации во французском Шербуре, оставленном бежавшими оттуда немецкими войсками, и потому оставшемуся в ситуации, близкой к хаосу. В 1945 году он служил в качестве заместителя генерала Дуайта Эйзенхауэра, в последующие годы был заместителем руководителя оккупационного союзнического правления западной Германии.
Оказал серьёзное влияние на речь госсекретаря США Джеймса Френсиса Бирнса, произнесённую им в 1946 году в Штутгарте, Германия. 
После отставки в 1949 году Клей активно участвовал в политике как советник президента Дуайта Эйзенхауэра в 1953-61 годах. В 1961 году президент Джон Кеннеди назвачил Клея своим личным представителем в Западном Берлине в ранге посла в связи с Берлинским кризисом 1961 года. Клей занимал этот пост до 1962 года.